# Hans Ibbeken
Hans „Ibbo“ Ibbeken (* 20. September 1899 in Schleswig; † 1. September 1971) war ein deutscher Offizier der Kriegsmarine der Wehrmacht, zuletzt im Rang eines Kapitäns zur See.

## Militärische Laufbahn
Hans Ibbeken diente von Dezember 1917 bis April 1918 in einem Jägerbataillon und trat anschließend als Seekadett mit der Crew IV/18 in die Kaiserliche Marine ein. Bis September 1918 war er zur Ausbildung an der Marineschule und auf der Freya. Er kam auf das Linienschiff König Albert. Bis zum Ende des Ersten Weltkriegs machte er keine Kriegserfahrungen und verließ im November 1918 kurz vor Ausbruch des Kieler Matrosenaufstands das Linienschiff König Albert in Wilhelmshaven. Es folgte von Dezember 1918 bis Mai 1919 sein Einsatz in der Kompanie Schleswig-Holstein der Eisernen Division, einem im Baltikum kämpfenden Freikorps. Von November 1919 bis September 1920 war er Teil der Marine-Brigade Ehrhardt. Es folgte seine Übernahme in die Reichswehr. Am 21. Februar 1920 wurde er Fähnrich zur See und bis 1922, ab 1. April 1922 als Leutnant zur See, seine Ausbildung auf weiteren Schiffen und an der Marineschule Mürwik. Anschließend war er mit Unterbrechungen durch Lehrgänge 2. Wach- und Artillerieoffizier auf dem Torpedoboot G 8 bis März 1923 unter dem Kommandanten Karl Dönitz. Es folgten bis 1929 weitere Lehrgänge und seine Verwendung an der Marineschule Kiel-Friedrichsort und als Adjutant an der Marineschule. Am 1. April 1925 wurde er Oberleutnant zur See.
Von September 1929 bis September 1931 war Ibbeken mit Unterbrechungen Kommandant des Artillerieschulschiffes Hay und anschließend u. a. als militärischer Referent eingesetzt.
Als Kapitänleutnant übernahm er im August 1936 die Indienststellung des U-Bootes U 27, welches der U-Bootsflottille „Saltzwedel“ unterstellt wurde und dessen Kommandant er bis Oktober 1937 blieb. Mit diesem Boot unternahm er u. a. eine Patrouille im Spanischen Bürgerkrieg, wofür er mit der gesamten Mannschaft 1939 das Spanienkreuz in Bronze erhielt.
Anschließend diente er, im Oktober 1937 zum Korvettenkapitän befördert, bis September 1939 als Chef der U-Bootsflottille „Saltzwedel“ in Wilhelmshaven, dessen Boote die Hauptunterstützung im Spanischen Bürgerkrieg (Juli 1936 bis April 1939) bildeten. Im August 1939 wurde er gleichzeitig zum Führer der U-Boote West (FdU West) ernannt, aber diese Dienststellung wurde bei Kriegsbeginn von Karl Dönitz übernommen. Von September 1939 bis Juni 1940 war er Kommandeur der U-Bootschule in Neustadt (mit der 21. U-Flottille unterstellt) und anschließend bis November 1941 Kommandeur der zur Schulung von U-Bootbesatzungen neu aus der U-Bootschule aufgestellten 1. U-Lehrdivision (1. U.L.D.; ebenfalls mit der Unterstellung der 21. U-Flottille) in Neustadt bzw. Pillau.
Von Februar 1942 bis Februar 1943 war er Kommandant des neu in Dienst gestellten U 178. Bei der Indienststellung kam es fast zu einem tödlichen Unfall des Sohns von Karl Dönitz, Klaus. Ibbeken, Duz-Freund von Dönitz, erreichte bei Dönitz die Erlaubnis, dass sein Sohn von Bord gehen durfte. Ibbeken unternahm mit U 178 eine Feindfahrt mit dem sogenannten Fern-U-Boot und operierte als erstes deutsches U-Boot in den westafrikanischen Gewässern und dem Indischen Ozean. Dabei wurden sechs Schiffe, u. a. die Duchess of Atholl und die Mendoza, mit über 45.000 BRT versenkt. Es wird berichtet, dass er nicht sehr beliebt war, und seine Zurückhaltung bei möglichen Angriffszielen brachte ihm den abfälligen Spitznamen Ibbo ein. Sein nicht abgeschirmtes Rauchen auf dem Ausguck sowie sein für die Position schon hohes Alter erzeugten erhebliche Spannung innerhalb der Besatzung. Nach Feindfahrtauswertung durch den Befehlshaber der U-Boote wurde er als dienstältester U-Bootkommandant der Kriegsmarine im Fronteinsatz im Zweiten Weltkrieg bezeichnet; und dass er nach seinem vorherigen Posten noch einmal den Rückschritt zum U-Bootkommandanten hingenommen hatte, führte zu weiteren Spekulationen unter den Besatzungsmitgliedern. Am Ende wollte kein Besatzungsmitglied mehr mit ihm zur See fahren und ihm wurde auch aufgrund seines Alters eine andere Aufgabe zugedacht, sodass Ibbeken das Kommando kurz nach Ankunft des U-Bootes in Bordeaux abgeben musste. Im August 1942 war er bereits zum Kapitän zur See befördert worden.
Er wurde erst anschließend für ein Jahr zum Kommandeur der Torpedoschulen Mürwik und später von Februar 1944 bis März 1945 zum ersten und einzigen Höheren Kommandeur der Torpedoschulen (H.K.T.) ernannt. Im März/April 1945 war er Wehrmachtskommandant Kiel und im April 1945 als Nachfolger von Konteradmiral Werner Stichling Kommandant der Seeverteidigung Schleswig-Holstein und Mecklenburg. Im Mai 1945 wurde er wieder abgelöst.

## Auszeichnungen (Auswahl)
- 1918: Eisernes Kreuz II. Klasse
- 1939: Spanienkreuz in Bronze